# Wheelersburg (Ohio)
Wheelersburg es un lugar designado por el censo ubicado en el condado de Scioto en el estado estadounidense de Ohio. En el Censo de 2010 tenía una población de 6437 habitantes y una densidad poblacional de 421,39 personas por km².

## Geografía
Wheelersburg se encuentra ubicado en las coordenadas 38°44′26″N 82°50′51″O / 38.74056, -82.84750. Según la Oficina del Censo de los Estados Unidos, Wheelersburg tiene una superficie total de 15.28 km², de la cual 15.03 km² corresponden a tierra firme y (1.59%) 0.24 km² es agua.

## Demografía
Según el censo de 2010, había 6437 personas residiendo en Wheelersburg. La densidad de población era de 421,39 hab./km². De los 6437 habitantes, Wheelersburg estaba compuesto por el 97.27% blancos, el 0.31% eran afroamericanos, el 0.42% eran amerindios, el 0.47% eran asiáticos, el 0.02% eran isleños del Pacífico, el 0.28% eran de otras razas y el 1.24% pertenecían a dos o más razas. Del total de la población el 0.9% eran hispanos o latinos de cualquier raza.